# 洛遜廣場

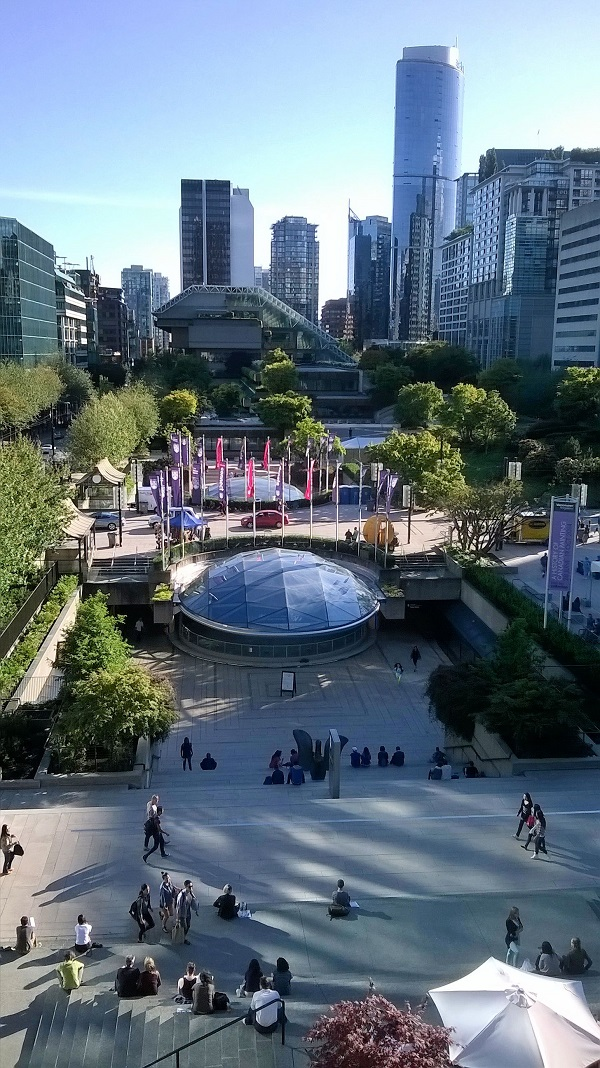
洛遜廣場南望

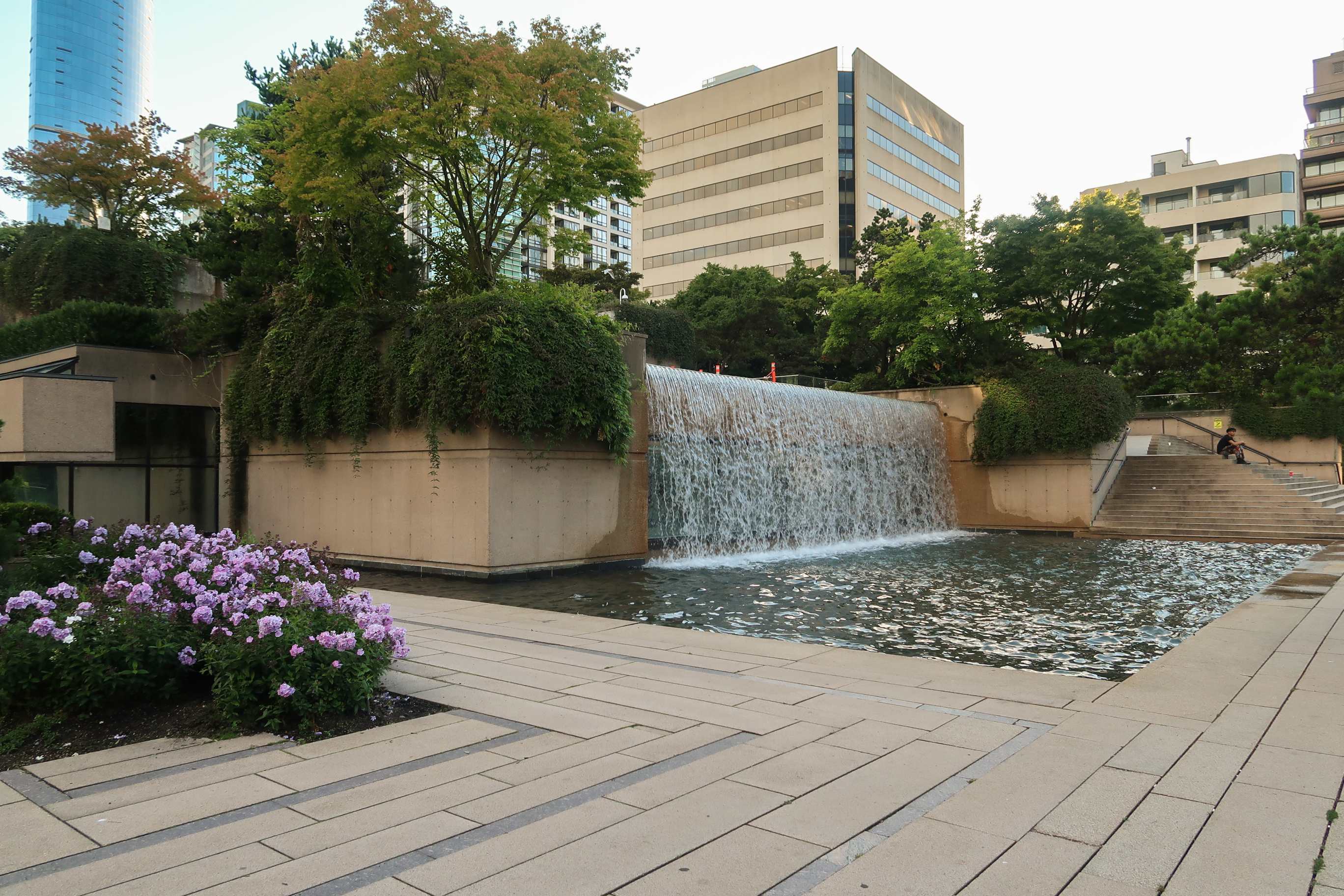
位於洛遜廣場的人工瀑布

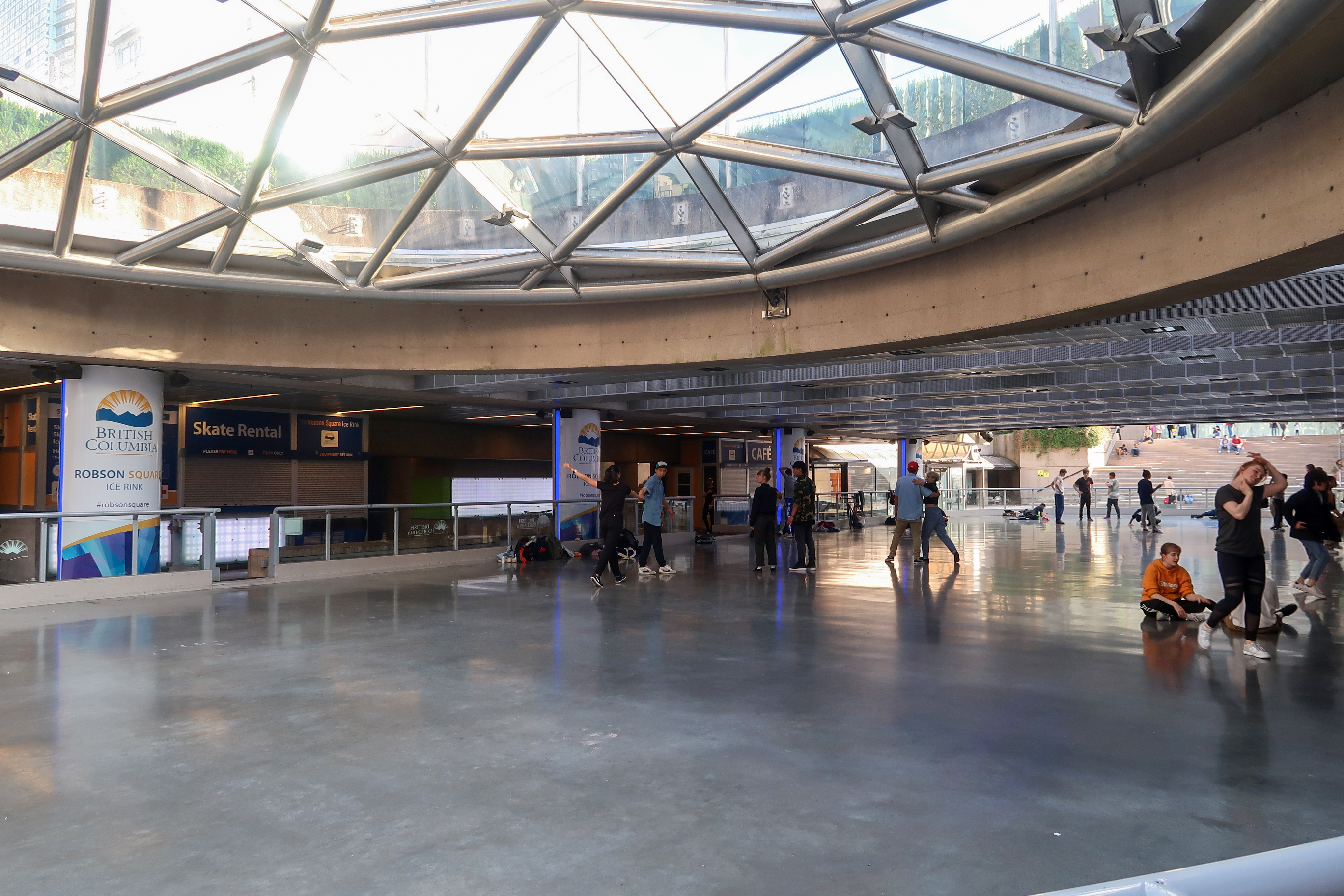
位於洛遜廣場底層的溜冰場

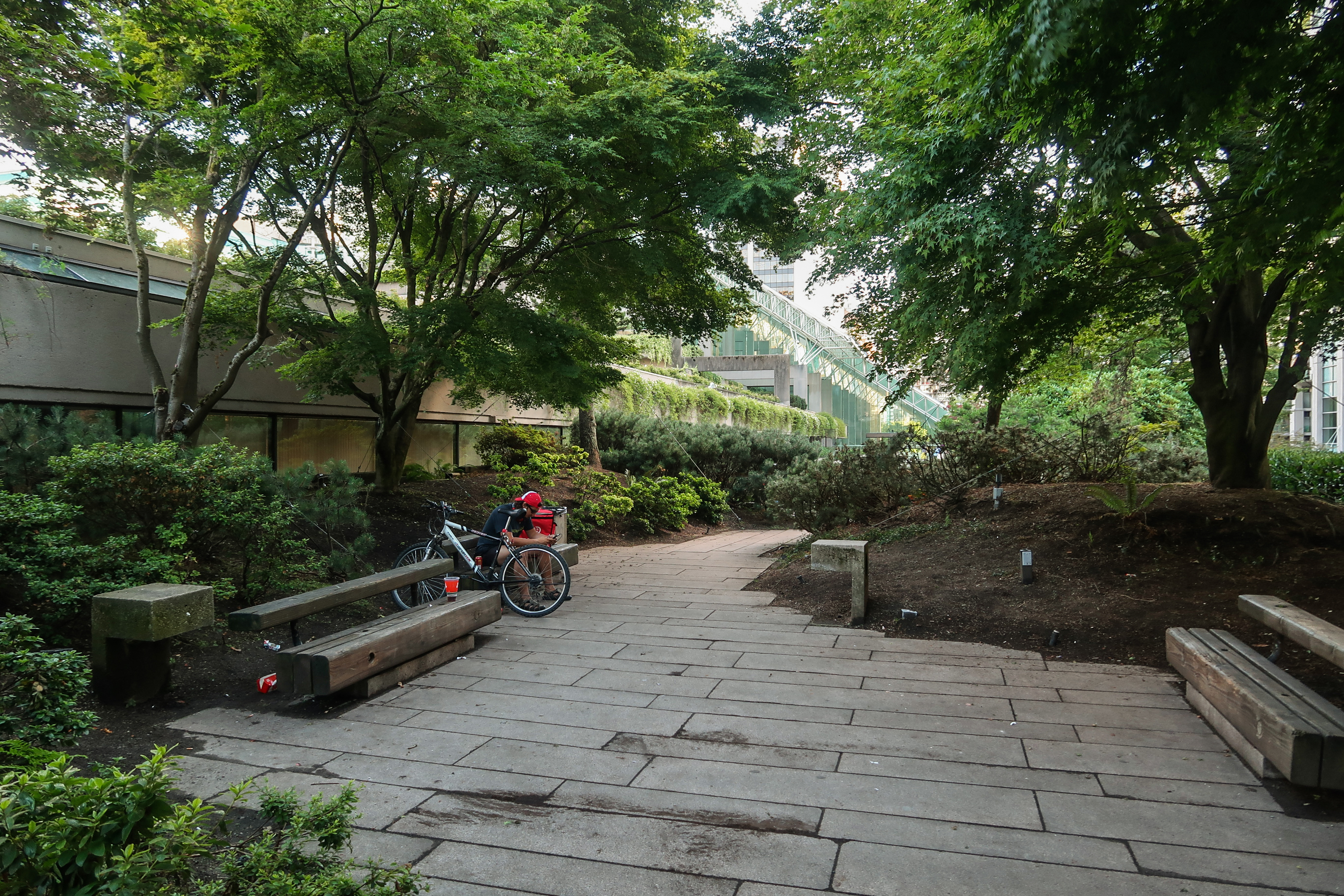
位於洛遜廣場的花園

洛遜廣場（英語：Robson Square）是加拿大卑詩省溫哥華市中心一個廣場，毗鄰溫哥華美術館，並且是卑詩省法院大樓、卑詩大學洛遜廣場分校和政府辦公大樓等建築物所在。廣場從地下通過洛遜街，並在此底層設有一個在冬季開放的免費公共溜冰場。
洛遜廣場法院大樓樓高42米，内有35個審判室，其玻璃屋頂長420米，由鋼鐵架支撐。

## 歷史
卑詩省政府於1970年代在社信黨執政下，計劃在現洛遜廣場一帶興建一座新省政府辦公大樓。大廈名為卑詩中心，樓高208米，落成後是溫哥華最高的建築（比現時溫市最高的香格里拉大樓還要高）。計劃將近動工之際，社信黨在1972年省選中落敗，項目亦被喊停。卑詩新民主黨上台執政後，請來阿瑟·埃里克森重新設計項目；艾力信將項目從摩天大廈改成一座向橫發展的大樓。
 

艾力信傳記作者奧爾斯堡如此形容項目的新設計：
亞瑟說：『這不應是一座頌揚企業的建築。不如把它橫放，讓人們踐踏它吧。』他將法院放在廣場的一端，再把博物館放在另一端。前者代表法律，後者代表藝術，兩者構成社會的根基。在此之下，政府辦公室默默地扶持著人民。
重新設計的項目耗資1億3900萬元，分三階段落成。省政府辦公建築於1978年完成；新法院大樓於1979年完工；而舊法院大樓則於1983年改建成溫哥華美術館。
廣場的地底溜冰場因營運開支龐大而於2000年停止開放。為配合溫哥華舉行2010年冬季奧運會，溜冰場從2009年11月到2010年3月在通用電氣的贊助下再度開放。另外，省政府亦耗資4100萬元重修廣場；工程預定於2011年2月完成，到時溜冰場亦可望重新開放。